# Boy Blue (Electric Light Orchestra)
Boy Blue è un singolo del gruppo musicale britannico Electric Light Orchestra, pubblicato nel 1975 ed estratto dall'album Eldorado.
Il brano è stato scritto e prodotto da Jeff Lynne.

## Tracce
- 7"

1. Boy Blue
2. Eldorado